# (857) Glasenappia
(857) Glasenappia es un asteroide perteneciente al cinturón de asteroides descubierto el 6 de abril de 1916 por Serguéi Ivánovich Beliavski desde el observatorio de Simeiz en Crimea.
Está nombrado en honor de Serguéi Pavlov Glasenapp (1848-1937), director de los observatorios de Púlkovo y San Petersburgo.

## Características orbitales
Glasenappia forma parte de la familia asteroidal de Flora.